# Mémorial aux homosexuels persécutés pendant la période nazie
Le mémorial aux homosexuels persécutés pendant la période nazie (en allemand : Denkmal für die im Nationalsozialismus verfolgten Homosexuellen) est un monument de Berlin inauguré le 27 mai 2008 en hommage aux personnes LGBT persécutées ou tuées par les nazis. Il est situé dans le Tiergarten à Berlin.

## Conception du mémorial
Le mémorial a été conçu par les artistes danois Michael Elmgreen et norvégien Ingar Dragset.
Le cube est fabriqué en béton. Sur la face avant se trouve une fenêtre, à travers laquelle le public peut voir un court métrage où deux hommes puis deux femmes s'embrassent. Ce mémorial est le troisième du genre en Allemagne après l'Ange de Francfort (1994) à Francfort et le mémorial aux victimes gays et lesbiennes du National-socialisme à Cologne (1995) à Cologne.

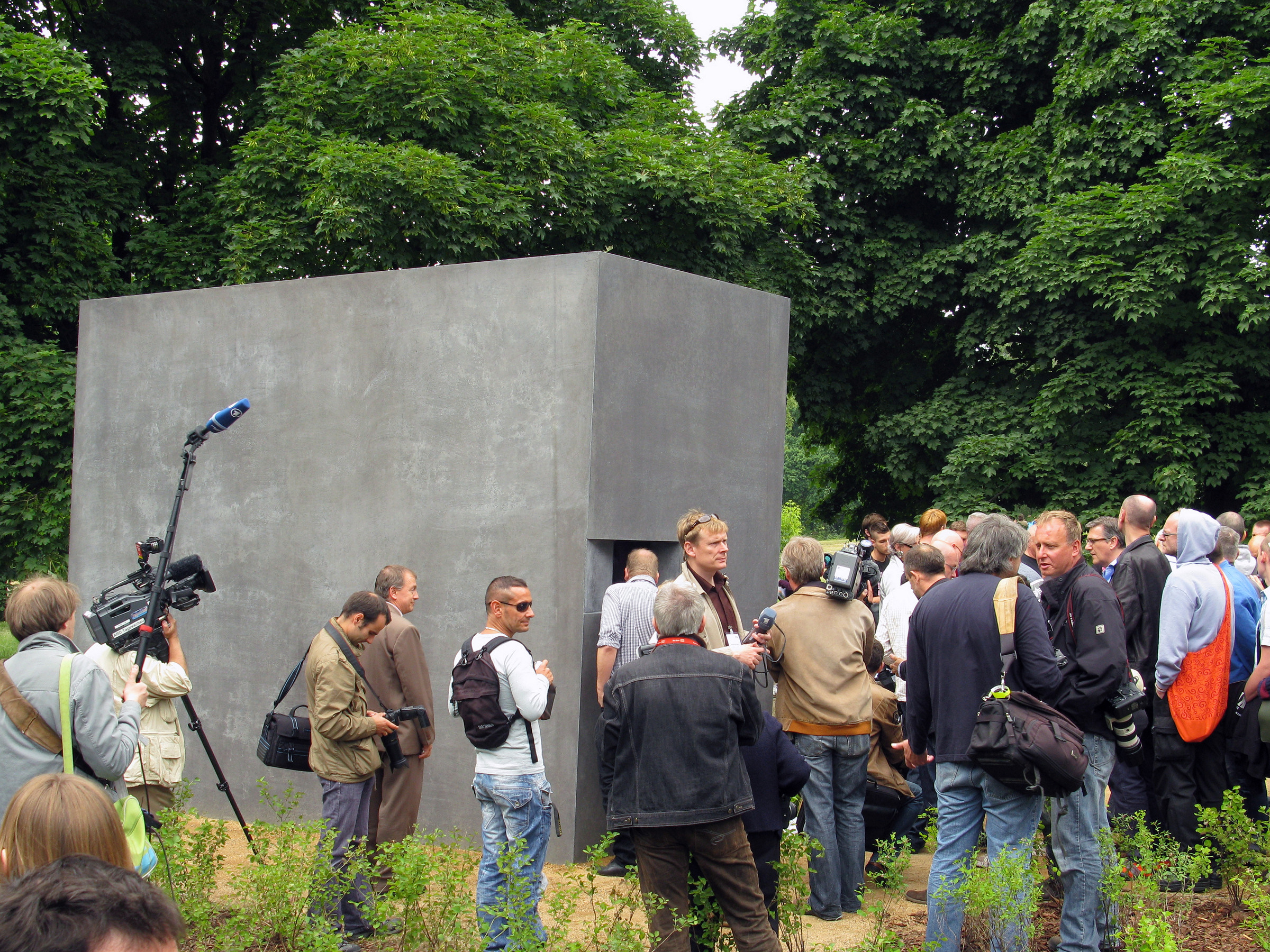
Inauguration, le 27 mai 2008.
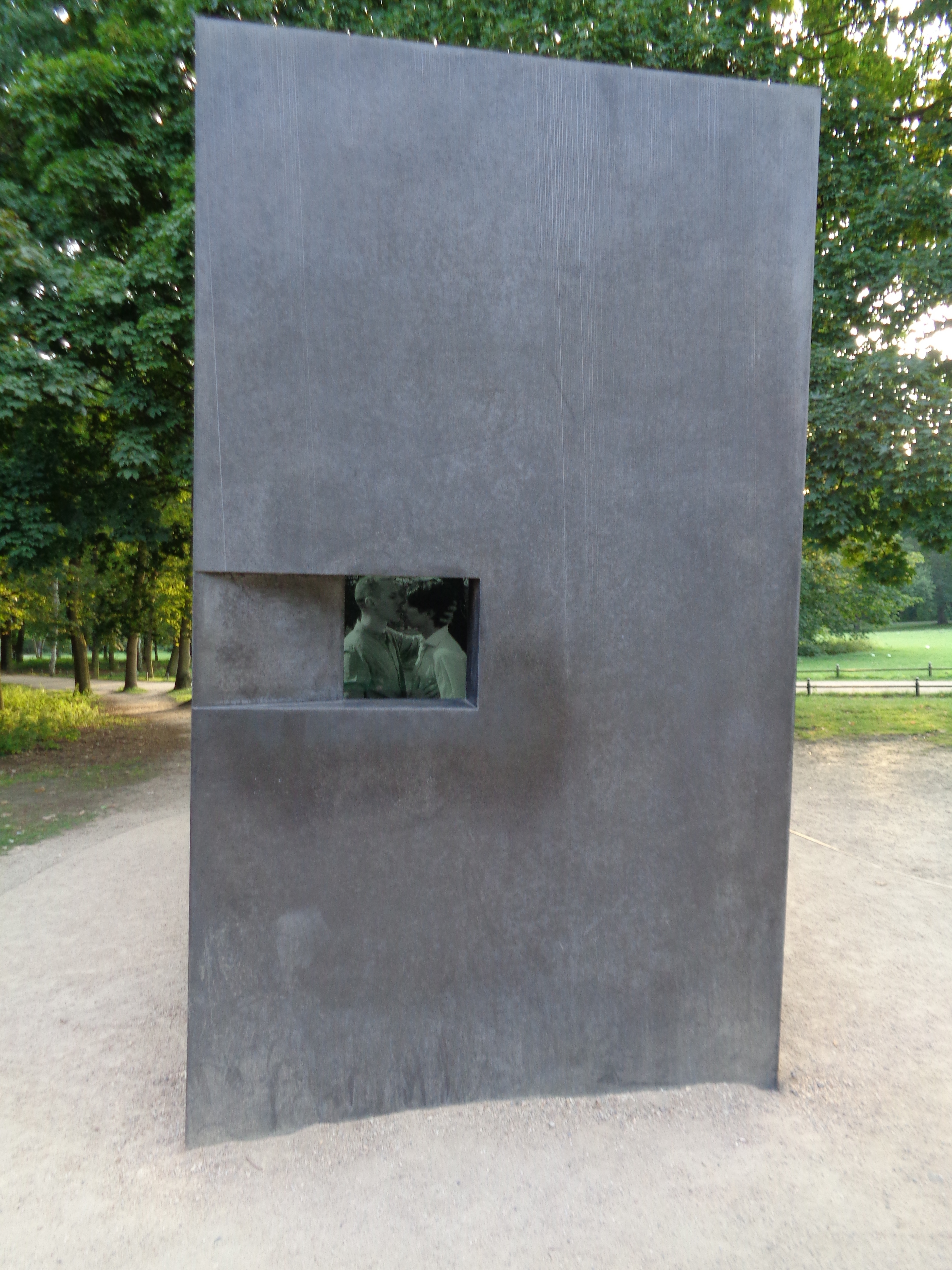
Le mémorial (2015).
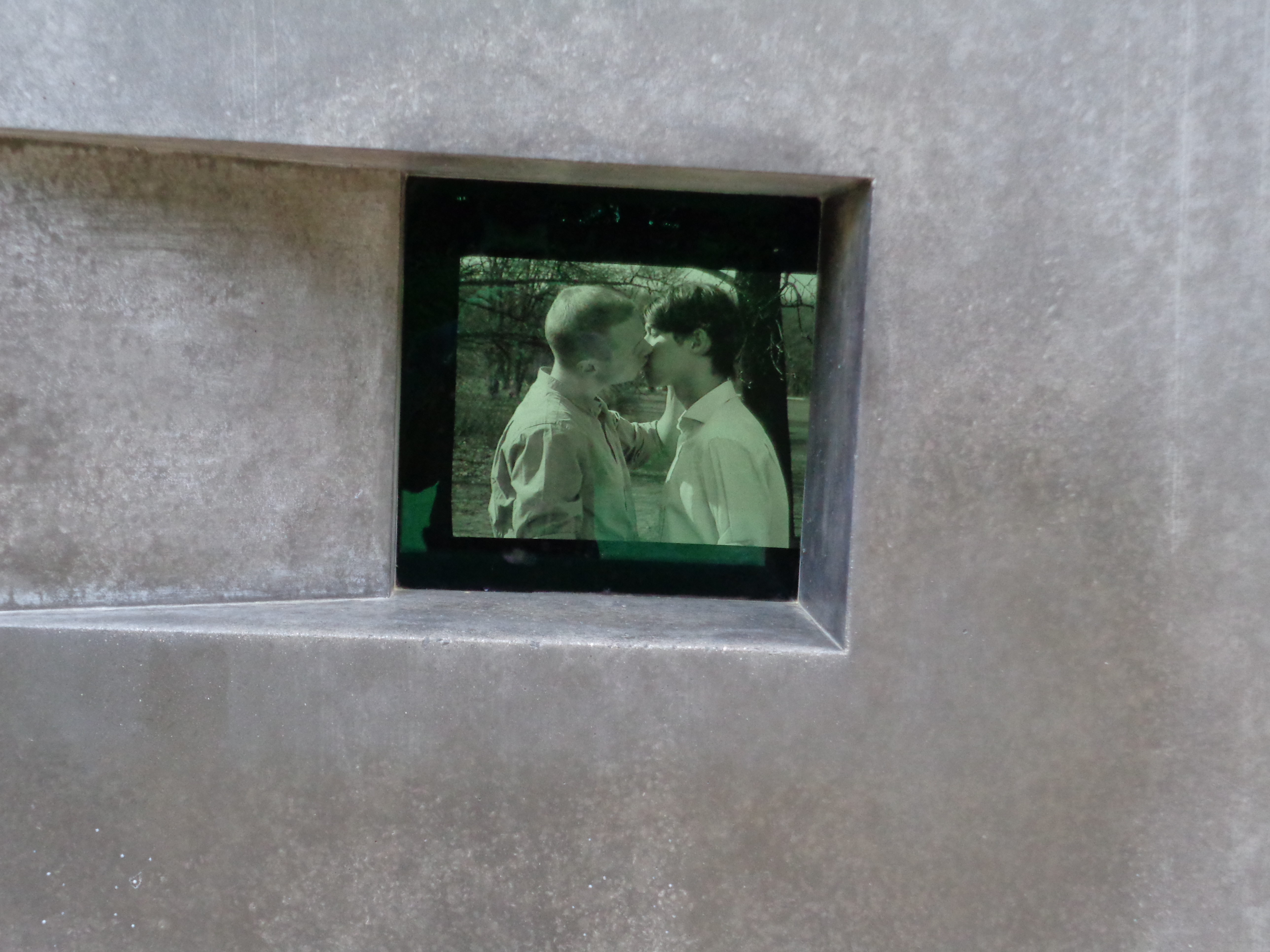
Détail.